# Abu-Kàmil Xujà
Abu-Kàmil Xujà ibn Àslam ibn Muhàmmad ibn Xujà al-Hàssib al-Misrí (àrab: أبو كامل شجاع بن أسلم بن محمد بن شجاع الحاسب المصري, Abū Kāmil Xujāʿ b. Aslam b. Muḥammad b. Xujāʿ al-Ḥāsib al-Miṣrī), més conegut simplement com a Abu-Kàmil Xujà o com al-Hàssib al-Misrí, literalment «el Calculador Egipci» (vers 850 - vers 930), va ser un matemàtic egipci especialista en l'àlgebra i la geometria. Va jugar un gran paper en el desenvolupament d'aquesta primera disciplina i la seva obra va influenciar molt el matemàtic italià Fibonacci (1171 - 1250), que va difondre a Europa el saber algebraic àrab. Va ser un dels successors de Muhàmmad ibn Mussa al-Khwarazmí i, com ell, només es va expressar sobre el seu treball utilitzant l'escriptura (sense xifres).

## Vida i Obra
Poc se sap de la seva vida; fins i tot, un estudi recent ben documentat afirma que les seves dates de naixement i defunció haurien de ser 830-900 enlloc de les comunament acceptades 850-930. Se sap que era enginyer a la cort de la dinastia tulúnida i director de l'arsenal.
De fonts bibliogràfiques antigues es poden obtenir onze títols de llibres o tractats que se li poden atribuir, però d'aquests onze, dels quals alguns podrien ser duplicitats, només es conserven tres.
En la seva obra Àlgebra (de la qual només es conserva un manuscrit original en àrab contrastable amb les traduccions llatina, parcial, i hebrea, completa) proposa 69 problemes de primer i segon grau, aplicacions de l'àlgebra al pentàgon regular i al decàgon i equacions diofàntiques; també hi manipula brillantment les arrels i exposa la resolució de l'equació de segon grau de la forma x²+p=qx només quan les solucions són positives. Va demostrar i establir les regles les regles bàsiques per a la simplificació de fraccions.
En el seu Llibre sobre rareses en l'art de càlcul tracta sistemes d'equacions en què les solucions són nombres sencers o fraccions i també la combinatòria. Aquesta obra va donar lloc a una investigació posterior sobre els nombres reals, les solucions de polinomis i la recerca de les arrels per part de científics com al-Karají i as-Samawal.
Finalment, el Llibre sobre la mesura dels terrenys estava destinat a artesans i debutants, per ensenyar-los a resoldre problemes de mesura de superfícies amb ajuda de l'Àlgebra.
Va ser el primer a tractar els nombres irracionals com a objectes algebraics en acceptar-los (sovint en forma d'arrel quadrada, arrel cúbica o d'arrel d'una funció) com a solucions a equacions de segon grau o com coeficients d'una equació. També va ser el primer a resoldre tres equacions simultànies no lineals amb tres variables desconegudes.